# Мемориал жертв политических репрессий (Екатеринбург)
Мемориальный комплекс памяти жертв политических репрессий 1930-х — 1950-х годов также именуемый «Двенадцатым километром» — расположен в Верх-Исетском районе на западе Екатеринбурга на 12 километре автодороги Р242. Мемориал посвящён памяти жертв массовых репрессий конца 1930-х годов.

## История
На 12-м километре Московского тракта к западу от Свердловска в 1930-е годы происходили массовые захоронения лиц, расстрелянных советскими карательными органами. На месте не было никаких опознавательных знаков. Территория захоронения в черту Свердловска не входила. В качестве могил использовались шурфы, выкопанные ещё до 1917 года. Документальный план захоронения до сих пор не обнаружен.
В 1967—1968 годах при строительстве спортивной базы «Динамо» наткнулись на останки захороненных. О находке сообщили тогдашнему начальнику УВД Свердловской области Еремину. Но тот лишь приказал закопать все обратно и забыть о происшествии, пригрозив невольным свидетелям в случае распространения информации расстрелом. Сведения об этом стали появляться в прессе только лишь в 1989 году. Тогда же нашлись свидетели того, как происходили сами захоронения жертв сталинских репрессий. Двое охранников, стороживших в 1930-х годах территорию захоронений, рассказали, что рвы были расположены рядами. Каждый ров был 45 метров в длину, 4 метра в ширину и по 2 метра в глубину. Тела массово свозили сюда по ночам в грузовиках и скидывали в ямы.
Управление КГБ по Свердловской области в письме от 28 ноября 1990 года сообщало, что Свердловский горисполком принял решение признать это место «официальным кладбищем, где будет установлен памятник жертвам политических репрессий». В 1991 году прокуратура Свердловской области провела выборочную эксгумацию и определила приблизительную площадь захоронения — 75 гектаров. В 1992 году найденные останки 31 человека там же перезахоронили в братскую могилу.
В 2022 году Музеем истории Екатеринбурга на грант Губернатора Свердловской области были проведены раскопки, в ходе которых сделали шурфы на площади 25 гектаров, в результате чего нашли 52 братские могилы с телами около двух тысяч человек. Никаких вещей, позволяющих установить личность захороненных, обнаружено не было. Были обнаружены советские монеты 1929—1938 годов выпуска, предметы одежды и обуви, посуда, некоторые личные вещи, гильзы. В октябре 2022 года Музей истории Екатеринбурга обратился с заявлением в Следственное управление Следственного комитета России и в Главное управление МВД России по Свердловской области с просьбой об эксгумации (эта просьбу удовлетворили — эксгумацию провели).
По состоянию на январь 2023 года удалось установить личность только одного человека, чьи останки были обнаружены на территории Мемориала — Филипп Загурский (расстрелян как польский шпион, его личность установили в 1990 году).

## Строительство
В 1992 году территория массового захоронения площадью в 75 гектаров была объявлена Мемориальным комплексом. В 1993 году начались работы по созданию здесь памятника по проекту архитектора А. Л. Булыгина. Торжественное открытие Мемориала состоялось 26 октября 1996 года. Здесь установили многочисленные плиты с фамилиями, инициалами и годами рождения многих тысяч до сих пор покоящихся здесь в земле жертв (перечислено более 18 500 человек). В январе 2023 года директор музея Игорь Пушкарёв сообщил, что земляные валы с плитами — это «декорация». По словам Пушкарёва, непосредственно на площадке Мемориального комплекса раскопок не проводилось, хотя возможно под пилонами с плитами имеются захоронения.
В 1999—2000 годы открыли вторую и третью очереди мемориала. На данный момент на памятных плитах — имена 18 475 человек, расстрелянных в Свердловске в 1937—1938 годах. По уточнённым данным, здесь похоронены около 21 тысячи человек.
В составе мемориального комплекса также присутствуют: «Знак четырёх религий», плиты с именами расстрелянных, захороненными в этом месте, двухэтажное здание с музейной экспозицией, а также бронзовый мемориал Маски скорби: Европа — Азия (открыт 20 ноября 2017 года, скульптор — Эрнст Неизвестный).
Мемориальный комплекс находится в ведении Музея истории Екатеринбурга.

## Галерея
- Общий вид мемориала с запада на восток
- Вид с высоты
- Памятник четырёх религий
- Памятный крест
- Надпись
- План мемориала
- Мемориальные плиты
- Музейное здание на 12-м километре
- Освящение новых памятных плит в 2021 году